# Marianne Dahlmo
Marianne Dahlmo (Bodø, 6 de enero de 1965) es una deportista noruega que compitió en esquí de fondo. 
Participó en los Juegos Olímpicos de Calgary 1988, obteniendo una medalla de plata en la prueba de relevo (junto con Trude Dybendahl, Marit Wold y Anne Jahren).
Ganó dos medallas en el Campeonato Mundial de Esquí Nórdico, plata en 1987 y bronce en 1989.

## Palmarés internacional
| Juegos Olímpicos   | Juegos Olímpicos  | Juegos Olímpicos  | Juegos Olímpicos |
| Año                | Lugar             | Medalla           | Prueba           |
| ------------------ | ----------------- | ----------------- | ---------------- |
| 1988               | Calgary (Canadá)  | Medalla de plata  | Relevo 4 × 5 km  |
| Campeonato Mundial |                   |                   |                  |
| Año                | Lugar             | Medalla           | Prueba           |
| 1987               | Oberstdorf (RFA)  | Medalla de plata  | Relevo 4 × 5 km  |
| 1989               | Lahti (Finlandia) | Medalla de bronce | Relevo 4 × 5 km  |